# Паго-дель-Валло-ди-Лауро
Паго-дель-Валло-ди-Лауро (итал. Pago del Vallo di Lauro) — коммуна в Италии, располагается в регионе Кампания, в провинции Авеллино.
Население составляет 1723 человека, плотность населения составляет 431 чел./км². Занимает площадь 4 км². Почтовый индекс — 83020. Телефонный код — 081.
Покровителем населённого пункта считается Sant Antonio. Праздник ежегодно празднуется 13 июня.